# Benedictiones
Benedictiones. Canto propio de la Liturgia hispánica y que se interpreta en las Misas solemnes y en las fiestas de los mártires. Suele estar construido en forma salmodial, aunque muy adornado y su texto hace referencia al Trium puerorum del libro de Daniel.
- Datos: Q5725591